# خائو لوانگ
خائو لوانگ (به لاتین: Khao Luang) یک کوه در تایلند است که در Kamlon واقع شده‌است. خائو لوانگ ۱٬۷۸۰ متر بالاتر از سطح دریا واقع شده‌است.